# 제이미 앤더슨 (스노보드 선수)
제이미 루이스 앤더슨(영어: Jamie Louise Anderson, 1990년 9월 13일~)는 미국의 스노보드 선수이다. 2014년과 2018년 동계 올림픽에서 슬로프스타일 종목 금메달을 획득했으며, 2018년 평창 올림픽에서 빅에어 종목 은메달을 획득했다.

## 성적

### 올림픽
| 년도 | 대회일   | 장소          | 종목         | 결과 | 메달 |
| ---- | -------- | ------------- | ------------ | ---- | ---- |
| 2014 | 2월 9일  | 러시아 소치   | 슬로프스타일 | 1위  |      |
| 2018 | 2월 12일 | 대한민국 평창 | 슬로프스타일 | 1위  |      |
| 2018 | 2월 22일 | 대한민국 평창 | 빅에어       | 2위  |      |